# Richard Brake
Richard Colin Brake (ur. 30 listopada 1964 w Ystrad Mynach) – amerykański aktor charakterystyczny pochodzenia walijskiego.

## Życiorys

### Wczesne lata
Urodził się w Ystrad Mynach w hrabstwie miejskim Caerphilly w południowej Walii. W 1967 wraz z rodziną przeniósł się do Stanów Zjednoczonych. Wychował się w Atlancie w stanie Georgia, a następnie w Karolinie Północnej, Tennessee i Ohio ze starszym bratem i młodszą siostrą. Studiował na Duke University w Durham. W 1983 ukończył studia na Western Reserve Academy, zlokalizowanej w Hudson w Ohio. W 1982 wystąpił w teatrze studenckim jako sędzia Thomas Danforth w przedstawieniu Arthura Millera Czarownice z Salem. Aktorstwa uczył się w Nowym Jorku, pod okiem Beatrice Straight.

### Kariera
Debiutował na małym ekranie w roli reportera w serialu komediowym ITV Jeeves and Wooster (1993) z Hugh Laurie i Stephenem Fry. Rok potem dostał niewielką rolę Scotta Ridleya w horrorze cyberpunk Maszyna śmierci (Death Machine, 1994) z Bradem Dourifem. W dramacie sensacyjnym Tajna przesyłka (Subterfuge, 1996) został obsadzony w drugoplanowej roli antagonisty Pierce’a Tencila, przeciwnika byłego komandosa (Matt McColm). W dramacie Anthony’ego Minghelli Wzgórze nadziei (Cold Mountain, 2003) wcielił się w postać Nyma, lidera grupy niebezpiecznych furażerów. W kinowym przeboju Christophera Nolana Batman: Początek (Batman Begins, 2005) zagrał kluczowego dla historii antagonistę, rabusia Joe Chilla, który z zimną krwią morduje rodziców młodego Bruce’a Wayne’a (Christian Bale). W europejsko-amerykańskiej koprodukcji Doom (2005) wystąpił jako kapral Dean Portman.
Pojawił się w filmach: Czarna Dalia (The Black Dahlia, 2006), Hannibal. Po drugiej stronie maski (Hannibal Rising, 2007) i Halloween II (2009). W serialu HBO Gra o tron (Game of Thrones, 2014−2015) był Nocnym Królem, władcą białych wędrowców.
Amerykański reżyser i muzyk heavymetalowy Rob Zombie obsadził go w roli Doom-Heada, elitarnego płatnego zabójcy, wyjątkowo bezwzględnego dla swoich ofiar w horrorze 31 (2016). Kreacja Brake w tym filmie zebrała pozytywne recenzje.
W 2018 dostał swoją pierwszą główną rolę w horrorze-dreszczowcu psychologicznym Perfect Skin, którego premiera odbyła się na Frightfest London 25 sierpnia 2018. Zagrał Boba Reida, tatuażystę, który po rozpadzie małżeństwa, ze zdiagnozowaną chorobą Parkinsona, porywa polską imigrantkę i tatuuje jej ciało, próbując stworzyć ostatnie dzieło sztuki przed swoją śmiercią. Rola Brake’a została doceniona przez krytyków i uznana za najlepszą w jego karierze. Za swój występ zdobył nagrodę dla najlepszego aktora na First Glance Film Festival i Vancouver Badass Film Festival.

## Życie prywatne
Był żonaty z Rachel, z którą ma dwóch synów – Ryana (ur. 1999) i Henry’ego (ur. 20 sierpnia 2002).

## Filmografia
- 1994: Maszyna śmierci (Death Machine) jako Scott Ridley
- 1996: Virtual Terror jako Steve Baker
- 1996: Tajna przesyłka (Subterfuge) jako Pierce Tencil
- 1997: Deus Volt jako biskup Von Match
- 2003: Wzgórze nadziei (Cold Mountain) jako Nym
- 2005: Batman: Początek (Batman Begins) jako Joe Chill
- 2005: Doom jako kapral Dean Portman
- 2006: Czarna Dalia (The Black Dahlia) jako Bobby DeWitt
- 2007: Hannibal. Po drugiej stronie maski (Hannibal Rising) jako Enrikas Dortlich
- 2009: Halloween II jako Gary Scott
- 2011: Woda dla słoni (Water for Elephants) jako Grady
- 2013: Thor: Mroczny świat (Thor: The Dark World) jako kapitan einherjerów
- 2014−2015: Gra o tron (Game of Thrones) jako Władca białych wędrowców
- 2015: Kingsman: Tajne służby (Kingsman: The Secret Service) jako mężczyzna prowadzący przesłuchanie
- 2015: Agentka (Spy) jako Solsa Dudaev
- 2015: The Chameleon jako detektyw Brady
- 2016: 31 jako Doom-Head

## Nagrody
| Rok  | Nagroda                        | Kategoria                                             | Film                |
| ---- | ------------------------------ | ----------------------------------------------------- | ------------------- |
| 2016 | Fright Meter Award             | Najlepszy aktor drugoplanowy                          | 31 (2016)           |
| 2017 | CinEuphoria                    | Najlepszy aktor drugoplanowy – Międzynarodowy Konkurs | 31 (2016)           |
| 2019 | Vancouver Badass Film Festival | Najlepszy aktor                                       | Perfect Skin (2018) |